# Grand pangolin d'Inde
Manis crassicaudata
Espèce
Répartition géographique
Statut de conservation UICN

 EN A3d+4d : En danger
 2019
Statut CITES
Le  Pangolin d'Inde  (Manis crassicaudata) ou  Grand pangolin d'Inde ou Pangolin à grosse queue est une espèce de mammifères de la famille des Manidae. Son corps est couvert d’écailles kératineuses - les plus grosses de tous les pangolins asiatiques. Avec les puissantes griffes de ses membres antérieurs, il creuse sur son territoire plusieurs terriers d’habitation pour se reposer et dormir, et des galeries dans les fourmilières et les termitières pour se nourrir. Il vit au Bangladesh, en Inde, au Pakistan et au Sri Lanka.
Il est en 2020 classé comme une « espèce en danger » d’extinction dans la Liste rouge des espèces menacées de l’IUCN. Le trafic vers la Chine s’est beaucoup développé au début des années 2000, en raison d’une forte demande de ses écailles pour la médecine traditionnelle chinoise.

## Étymologie et histoire de la nomenclature
Le nom de genre Manis Linné, vient du latin Mânes « esprit des morts, fantôme » en raison des mœurs nocturnes du pangolin. L’épithète spécifique crassi.cauda.ta vient du latin crassus « épais »,  cauda « queue » et atus « possédant » donc « qui a une grosse queue ».
Le nom commun pangolin vient d’un mot malais penggoling, signifiant « celui qui s’enroule ». En malais moderne, c’est teggiling. Le terme a été introduit en français par Buffon  dans son Histoire naturelle (tome X) en 1763, p. 180.
L’espèce Manis crassicaudata a été créée en 1803  par Étienne Geoffroy Saint-Hilaire dans son Catalogue des mammifères du Muséum National d’Histoire Naturelle, un ouvrage recensant 272 espèces dont des spécimens étaient gardés au Muséum. Plus de soixante espèces décrites ont été considérées comme nouvelles et les noms de Geoffroy Saint-Hilaire furent utilisés par le zoologiste Desmarest  (1804, 1816-1819, 1820-1822) et de nombreux autres auteurs. Le statut du Catalogue a été remis en question en suggérant qu’il n’a jamais été publié. Mais Prof. I.B. Holthuis a montré qu’il a été publié au sens du Code et était donc disponible. Toutefois Manis crassicaudata de Geoffroy fut attribué à Gray (1827).

## Caractéristiques

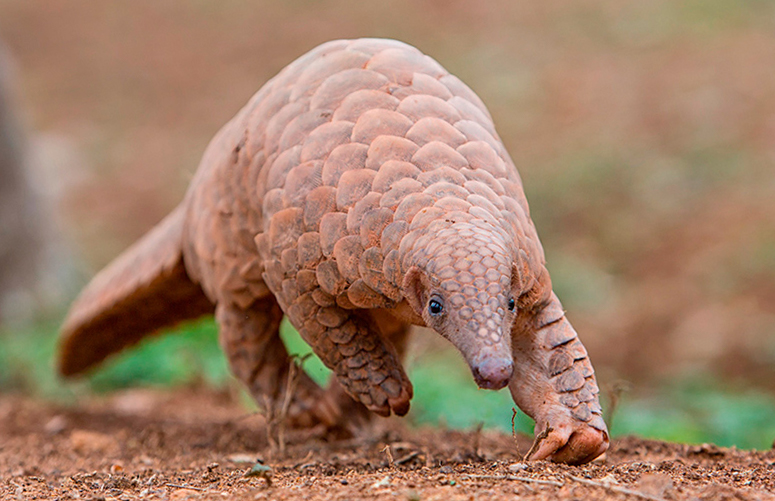
Le Pangolin d'Inde a une forme fuselée avec la tête dans le prolongement du corps

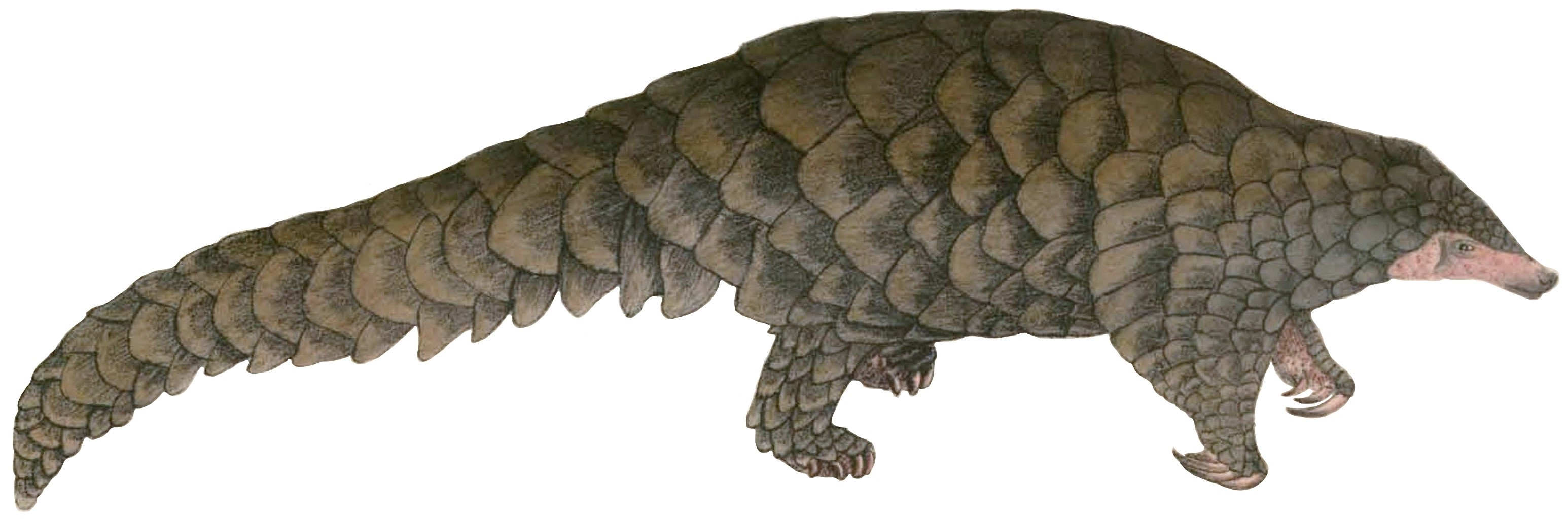
Pangolin d’Inde

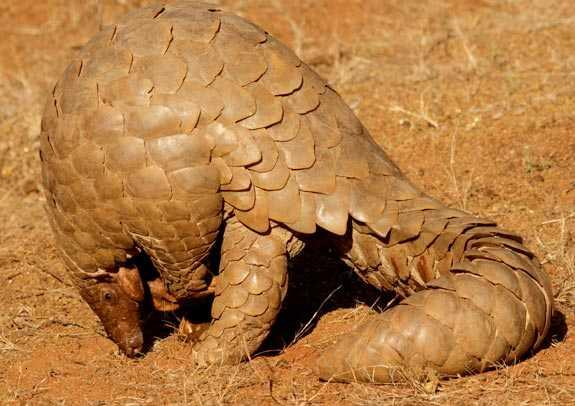
M. crassicaudata, sa grosse queue est aussi dans le prolongement du corps

Le Grand pangolin d’Inde possède les caractéristiques suivantes:
- Taille : la longueur totale d’un adulte mâle est de 100 cm à 140 cm et d’une femelle de 88-137 cm
- Queue : longueur de la queue d’un mâle 49-65 cm, d’une femelle 45-54 cm
- Poids : de 10-14 kg, cas d'un individu de 32 kg au Rajasthan
- Vertèbres : nombre total : 57, vertèbres caudales : 26
- Écailles : grosses, jusqu’à 70 × 85 mm, finement striées à la base, représentant 1/3 de la masse corporelle
- Langue : de 42,5 cm de long, représentant 1/3 de la longueur totale

Chez le Manis crassicaudata, le mâle est plus gros et plus lourd que la femelle.
La queue est épaisse, massive, musculeuse et au départ du corps, elle est aussi large que le corps. Arrondie sur la face supérieure, elle est plate en dessous. La queue préhensile sert à grimper dans les arbres. Elle représente de 39 à 54 % de la longueur du corps.
Des écailles kératineuses, carrément pointues, croissent à partir de l’épiderme. Elles couvrent le dessus et les côtés du corps et les faces dorsales et ventrales de la queue. De tous les pangolins asiatiques, le Pangolin d’Inde a les plus grosses écailles, mesurant jusqu’à 70 mm  de long et 85 mm de large. Les écailles les plus grandes se trouvent sur la face supérieure du corps et au début de la queue. Elles pèsent de 7 à 10 g. Il y en a en tout de 440 à 530. Elles sont finement striées à la base et leur couleur va de jaune pâle, kaki au brun foncé. Des poils jaunâtres sortent à la base des écailles. On évalue la masse totale des écailles et de la peau à 3,5 kg pour un animal de 10,3 kg, soit 34 % du total.
La tête et le cou forment un cône dans le prolongement du corps, comme la queue. Cette forme fuselée facilite la circulation dans des galeries souterraines. La peau du museau est rose blanchâtre à brun clair.
Les yeux étant petits et sa capacité auditive faible, l’animal compte sur un sens olfactif développé pour s’informer de son environnement.
La gueule ne porte pas de dents mais possède une langue très longue de 42,5 cm soit 37 % de la longueur totale du corps. De la salive visqueuse couvre la langue permettant de collecter les insectes. Les proies sont mastiquées dans une poche de l’estomac, l’opération étant facilitée par de petites pierres avalées.
Les membres antérieurs sont légèrement plus longs que les membres postérieurs. Les quatre membres sont terminées par 5 doigts portant des griffes. Celles des pattes avant sont puissantes et courbes, utilisées pour fouir dans les fourmilières ou les termitières. La troisième griffe est la plus grande, la première et la cinquième sont vestigiales.
Des glandes anales produisent un liquide jaunâtre d’odeur repoussante. Les femelles ont deux mamelles pectorales.
La température corporelle est régulée à 33,4 °C.

## Écologie

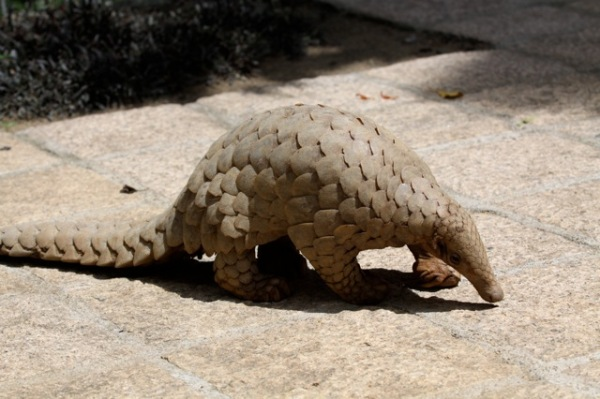
Manis crassicaudata, à Kandy, Sri Lanka

L’écologie du Pangolin est mal connue, notamment son domaine vital. L’animal creuse des galeries souterraines soit pour dormir soit pour rechercher des proies. C’est une espèce nocturne qui se repose et dort le jour.  Les terriers d’habitation sont plus grands que ceux pour se nourrir. Des crevasses dans des rochers peuvent aussi servir de résidence. Dans les forêts tropicales du Sri Lanka, l’espèce est arboricole.

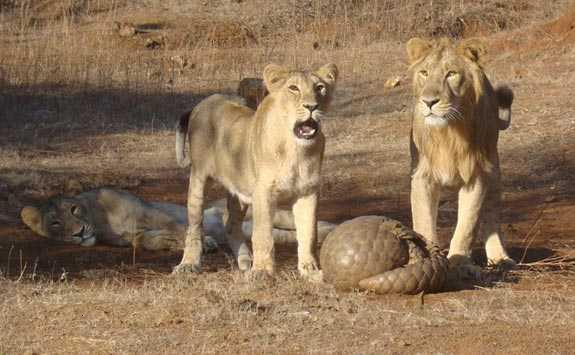
Pangolin d’Inde en boule pour se protéger de lions, Gujarat, Inde

L’entrée d’un terrier fait jusqu’à 46 × 59 cm. Puis une galerie descend graduellement jusqu’à une inclinaison de 20-30° et se termine par une chambre. La taille de la chambre est d’une soixantaine de centimètres et peut être située jusqu’à 6 m de profondeur dans des sols meubles.
Le Pangolin d’Inde chasse les fourmis et les termites, sous toute forme, œufs, larves ou adultes. Il localise ses proies à l’odorat puis creuse un tunnel dans la fourmilière ou la termitière. Au Pakistan, la densité des galeries de nourrissage est estimée à 19 au km2, comparée à une densité de 3 au km2, des galeries d’habitation.
La profondeur moyenne des galeries de nourrissage est de 68 cm. Un pangolin visitera régulièrement sa galerie de nourrissage mais en ajustant la périodicité pour permettre à ses proies de récupérer des dommages de sa prédation. Au Pakistan sur le Plateau Pothohar, une analyse fécale a déterminé que deux espèces de fourmis noires, Camponotus confucii, C. compressus, forment la majorité des proies consommées, avec une espèce de termite, Odontotermis obesus, formant une proportion plus faible. En moyenne 58 % du volume fécal est constitué d’argile et de débris végétaux ingérés. Il a été trouvé aussi dans les Nilgiris en Inde du Sud, des restes d’ailes de scarabée, des restes de cafards et de vers et une vingtaine de graviers.
Les prédateurs principaux des Pangolins d’Inde sont les tigres (Panthera tigris), le léopard (Panthera pardus) en Inde. Dans le Parc national de Yala du Sri Lanka, la prédation du crocodile des marais (Crocodylus palustris) a été observée.  

## Comportement
Le Pangolin d’Inde est solitaire, sauf au moment des accouplements et de l’élevage des petits. Le mâle marque son territoire avec de l’urine et le produit de ses glandes anales.
C’est une espèce nocturne qui durant le jour, se repose ou dort enroulé au fond de son terrier.
L’espèce est quadrupède ; son poids repose sur ses membres postérieurs plantigrades et ses membres antérieurs s’appuient au sol par ses poignets repliés avec les griffes tournées vers l’intérieur. L’animal avance lentement, le dos courbé. Il peut aussi se déplacer un peu sur ses membres postérieurs. C’est un bon grimpeur qui s’aide de sa queue préhensile.
Si l’animal se sent menacé, il peut émettre une odeur nauséabonde par ses glandes anales.
Quand il se nourrit, la langue est rapidement sortie, projetée et collée sur la proie puis elle est ramenée dans la bouche.

## Reproduction

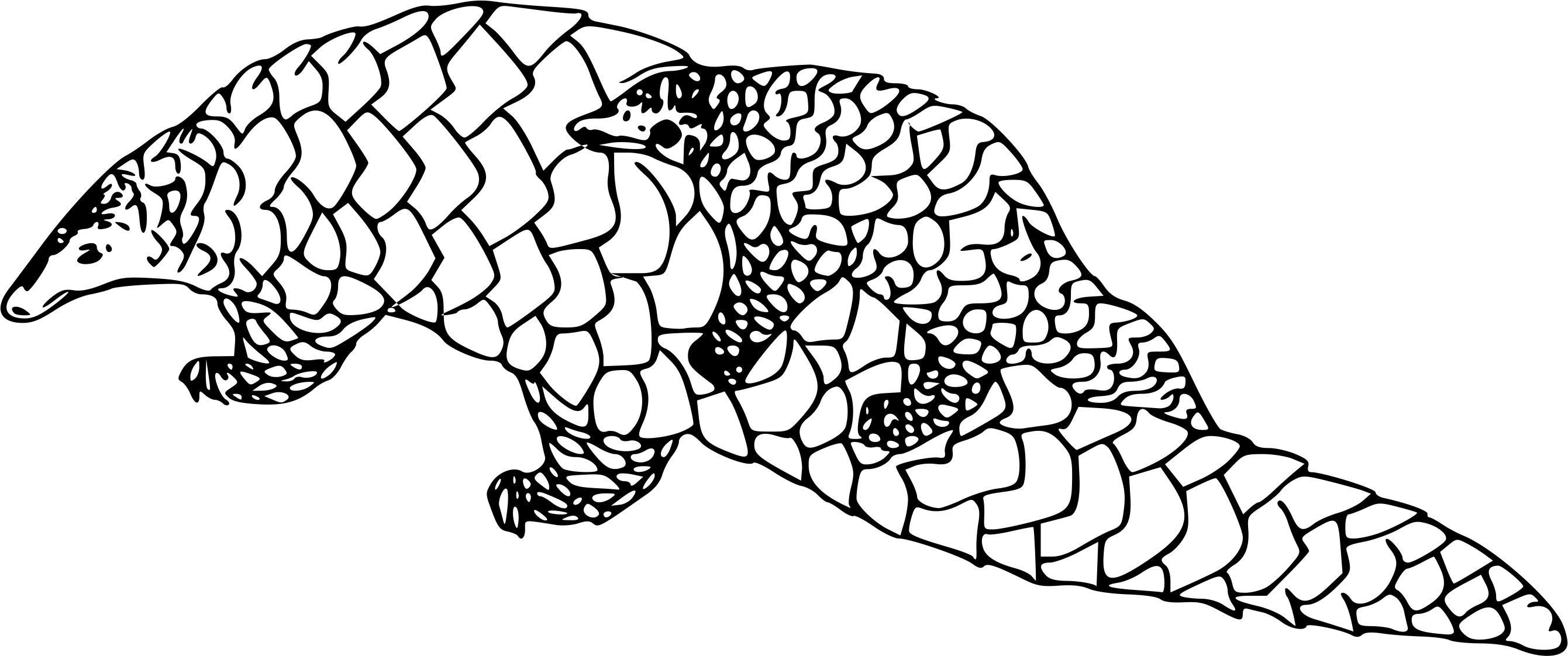
Une mère M. crassicaudata portant son petit

Le mâle localise la femelle réceptive par l’olfaction. L’accouplement se fait dans un terrier. Il n’y a pas de saison d’accouplement.
Le mâle monte la femelle par l’arrière ou par le côté, en tenant la femelle par ses griffes avant. La période de gestation est estimée à 165-251 jours. La mise bas d’un petit (ou parfois deux) se déroule dans un terrier.
Le jeune, fixé à la base de la queue de sa mère, l’accompagne quand elle part se nourrir. Il devient indépendant à l’âge de 5-8 mois et atteint la maturité sexuelle à l’âge de 3 ans.
La longévité à l’état sauvage n’est pas connue. Un pangolin d’Inde a vécu 19 ans au Zoo d’Oklahoma.

## Distribution
L’espèce Manis crassicaudata est distribuée dans le sous-continent indien au sud de l’Himalaya, Inde, nord et sud-est du Pakistan, et Sri Lanka.
L’espèce est largement distribuée en Inde, des pieds de l’Himalaya au sud du pays, à l’exception du Nord et du Nord-Est. Elle est présente dans l’Assam où elle est sympatrique avec le Pangolin de Chine.
Au Népal, l’espèce est présente dans les zones basses du Sud et de l’Est.
L’espèce n’est probablement pas présente en Chine.

## Habitat

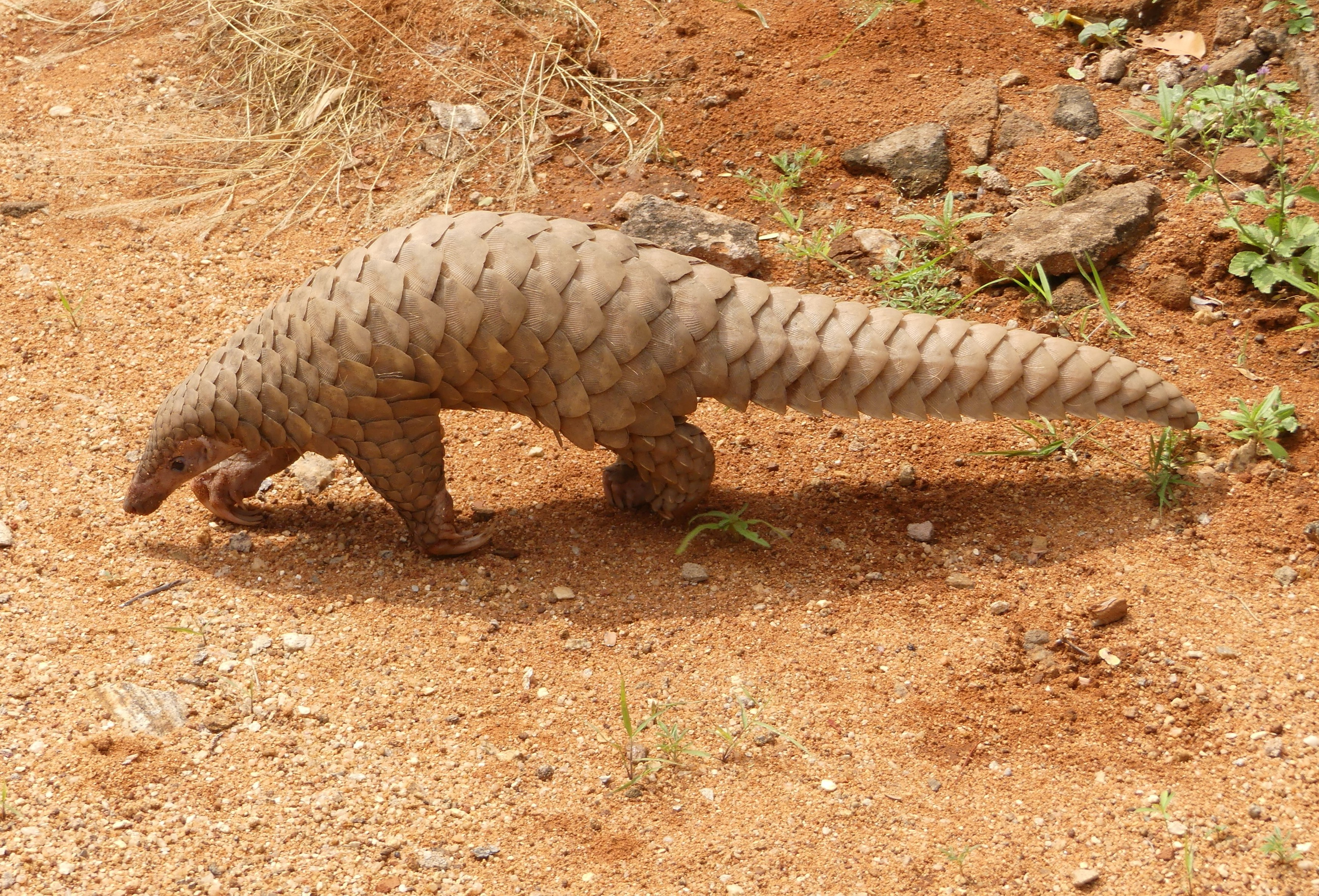
Pangolin d’Inde s’appuie à l’avant sur ses poignets

Le Pangolin d’Inde vit dans les forêts tropicales et subtropicales et les forêts riveraines. Il est présent aussi dans les forêts de mangrove, les savanes, les zones semi arides, les prairies, les terres agricoles, les jardins et les habitats dégradés.
Il s’adapte bien aux modifications de l’habitat à condition qu’il y trouve des proies abondantes et que la pression d’exploitation ne soit pas trop forte.   

## Population
La densité de population a été estimée sur le Plateau Pothohar au Pakistan. La densité a décliné de 79 % entre 2010 et 2012 en raison de captures illégales pour le commerce international d’écailles de pangolin. La surexploitation des populations par une chasse et un braconnage excessifs a probablement éradiqué les pangolins de certaines régions.

## Statut de conservation
Le Pangolin d’Inde est classé comme une « espèce en danger » d’extinction dans la Liste rouge des espèces menacées de l’IUCN. Le déclin des populations est le résultat de la chasse pour sa viande et ses écailles pour un usage local ainsi que d’un accroissement du braconnage principalement organisé par un trafic international de ses écailles, en direction de l’Asie orientale, dans le cadre d’une utilisation par les médecines traditionnelles chinoise, vietnamienne et coréenne.
Selon les catégories de la Liste rouge, l’espèce est « en danger » en Inde et au Népal, « vulnérable » au Pakistan, « quasi menacée » au Sri Lanka

## Menaces

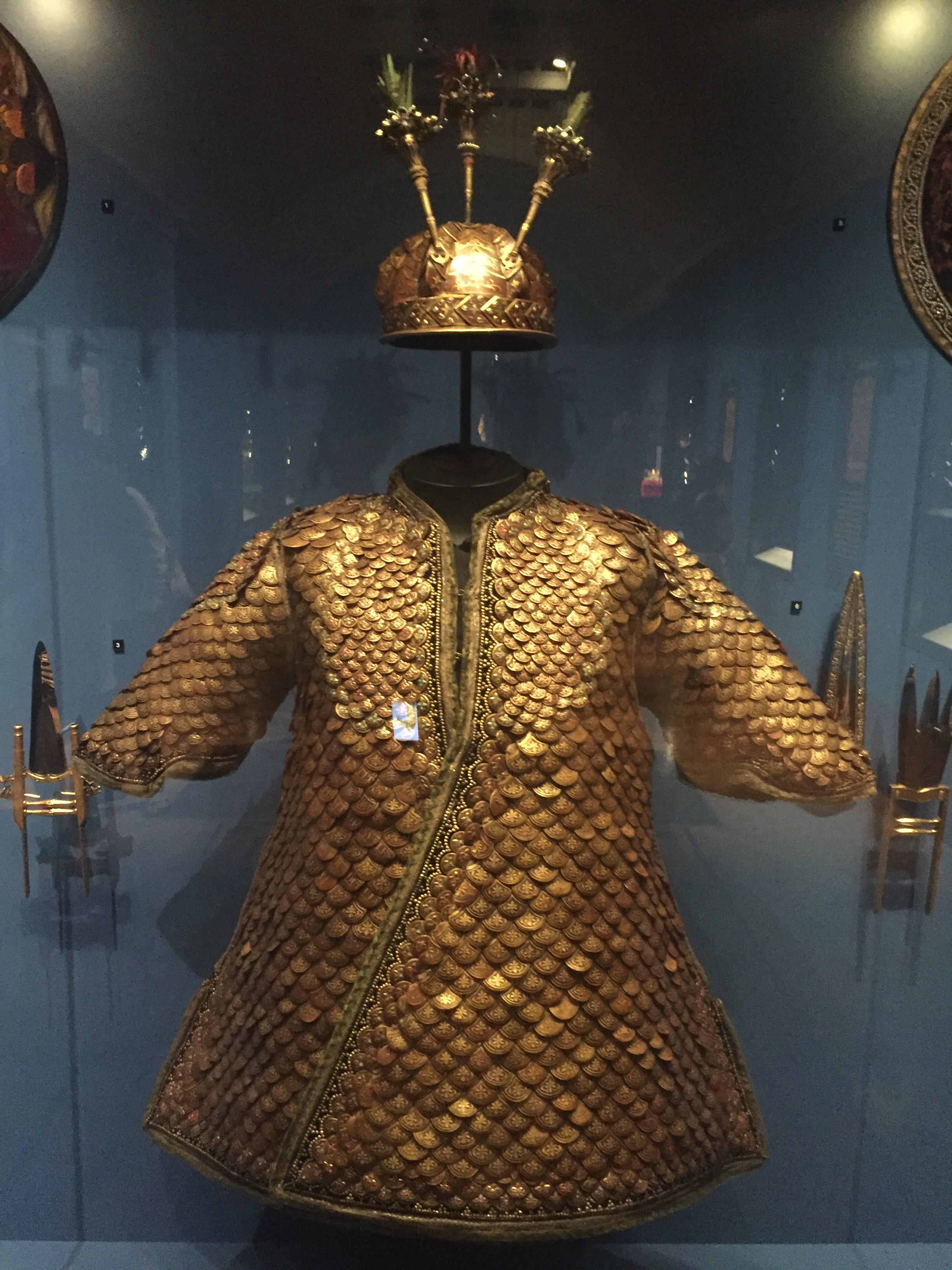
Armure faite avec des écailles de Pangolin indien, offerte au prince de Galles pendant son voyage en Inde en 1875-1876

Les menaces principales sont donc une chasse pour un usage local et une chasse commanditée par un trafic international principalement en direction de la Chine (Mahmood et al, 2012). La chasse locale est pratiquée en Inde par les communautés tribales qui peuvent se nourrir de sa viande et utiliser ses écailles et griffes pour les ornements et la médecine. Au Pakistan, les écailles continuent d’être utilisées par les Hakims, guérisseurs islamiques ou pratiquant la médecine Yunâni.  
Le trafic vers la Chine s’est surtout développé au début des années 2000. Il passe par voie maritime directement vers la Chine ou par voie terrestre via le Népal ou le Myanmar. Ce trafic s’est beaucoup développé à partir du moment où les populations du Pangolin de Chine et du Pangolin javanais ont commencé à décliner dangereusement et où les prix des écailles sur le marché chinois se sont envolés. Entre 2008 et 2014, le prix des écailles de pangolins dans la province du Yunnan est passé de 300 $ à 600 $ le kilo. En Chine, les écailles entrent dans plus de 60 agents curatifs et sont commercialisées par plus de 200 sociétés pharmaceutiques. 
Des massacres en masse de Pangolins javanais ont été rapportés d’Indonésie et de la Péninsule malaise. Au Pakistan, 
« le Pangolin d’Inde en dépit de son statut d’espèce protégée, est capturé illégalement, tué sauvagement et vendu pour ses précieuses écailles sur tout le Plateau Pothohar, dans une région semi-aride au nord du Punjab » (selon les paroles de l’équipe de chercheurs Mahmood et al, 2012).
Les groupes opérant sur le terrain sont faits de nomades et de chasseurs locaux. Ils capturent l’animal, le tuent, et l’ébouillantent pour enlever les écailles qu'ils vendent à un prix élevé. En avril 2012, un passager chinois transportant 12 sacs d’écailles de pangolin d’un poids de 24,5 kg et ayant travaillé au Pakistan, a été arrêté en Chine. Au Pakistan, les écailles de pangolin peuvent être utilisées pour faire des vestes pare-balles et par les guérisseurs locaux pour faire des remèdes traditionnels réputés aphrodisiaques.
La seconde menace est l’expansion des terres agricoles, les pertes d’habitats et l’usage des pesticides. Les pangolins sont considérés comme une espèces nuisible dans les plantations de palmiers à huile du Sri Lanka où ils creusent à la base des arbres.
Les pangolins sont les mammifères les plus braconnés du monde. Une analyse métagénomique sur des pangolins malais morts (Manis javanica) a révélé qu’ils étaient porteurs d’une grande diversité de virus. Les Virus Sendai (en) (virus parainfluenza), et les Coronavirus étaient les espèces dominantes.